# 宋庆龄墓
宋庆龄墓，是中華民國國父孫中山的最后一位夫人、中华人民共和国名誉主席宋庆龄的陵墓，位于上海市长宁区中华人民共和国名誉主席宋庆龄陵园（原万国公墓）宋庆龄父母之墓的旁边。宋庆龄墓于1981年落成，于1982年2月23日被国务院公布为全国重点文物保护单位。

## 历史
宋庆龄（1893年1月27日－1981年5月29日）是中華民国國父孫中山的夫人、中华人民共和国名誉主席、中华人民共和国全国人民代表大会常务委员会副委员长、中国福利会主席，江苏省松江府川沙县（今上海市浦东新区川沙新镇）生人。
1981年5月29日，宋庆龄在北京逝世。中华人民共和国政府组织了治丧委员会为宋庆龄举行国葬，并遵照宋庆龄的遗嘱，于6月4日清晨将骨灰安葬入上海万国公墓宋氏墓地，具体位置在宋庆龄父母的墓的旁边。邓颖超、乌兰夫、廖承志、陈慕华等自北京全程护送，宋庆龄的友人、部分国际友好人士、各国驻上海总领事、上海市主要领导人出席了葬礼。
葬礼结束后，上海市人民政府参照社会各界人士意见，将万国公墓宋氏墓园部分改建，万国公墓也于1984年改名为“中华人民共和国名誉主席宋庆龄陵园”。1982年2月23日，中华人民共和国国务院公布宋庆龄墓为全国重点文物保护单位。1986年5月，宋庆龄陵园中树立起了一座纪念宋庆龄的石碑，上面刻有邓小平的题词。

## 结构

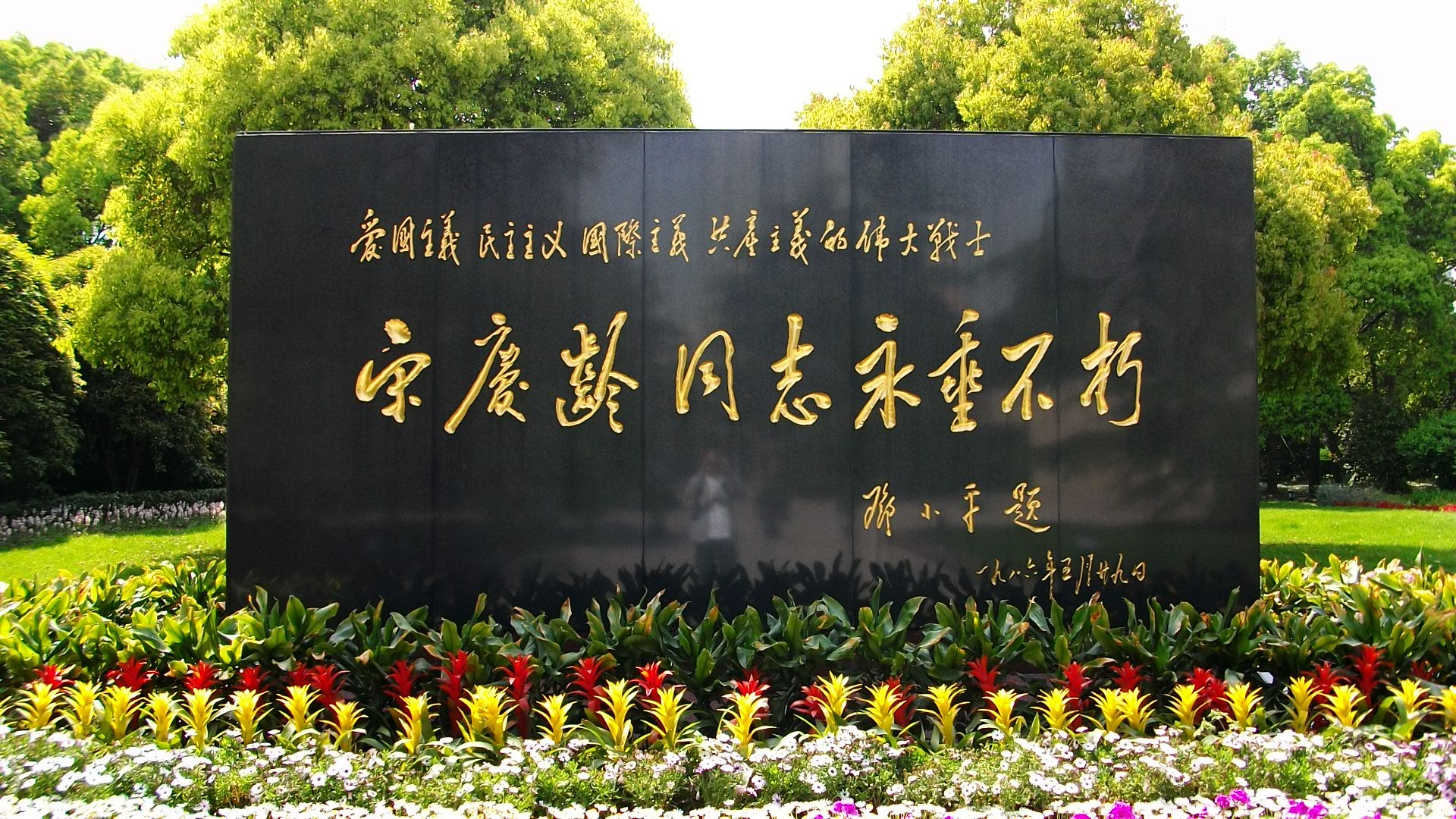
宋慶齡陵園內鄧小平題词的宋庆龄纪念碑：“爱国主义、民主主义、国际主义、共产主义的伟大战士宋庆龄同志永垂不朽”。

宋庆龄墓位于宋庆龄陵园的北部中央，宋庆龄父母的墓的东侧，面积263平方米，该墓的墓碑为卧式花岗石，长120厘米，宽60厘米，墓碑上镌刻“一八九三——一九八一中华人民共和国名誉主席宋庆龄同志之墓一九八一年六月四日立”的字样，字体为柳颜体:154。墓地南端为纪念广场，面积为2880平方米，可以同时容纳1000人以上。纪念广场的北端中央是宋庆龄的汉白玉雕像，像高2.52米，磨光花岗石贴面基座高1.1米。墓地的后面是小山坡，上面种有中山柏、龙柏、雪杉等常青树木，墓地四周种植着宋庆龄生前喜爱的丁香、玉兰、紫薇、杜鹃等花卉。墓园大道中央矗立宋庆龄纪念碑，碑高3.3米，宽5米，正面镌刻邓小平题词：“爱国主义、民主主义、国际主义、共产主义的伟大战士宋庆龄同志永垂不朽”，背面是楷书碑文3300余字，阴文贴金，记载宋庆龄一生与业绩。

## 纪念活动
在宋庆龄去世后，海内外人士会在宋庆龄的去世周年纪念日以及诞辰纪念日前往宋庆龄墓进行纪念活动，相关的研讨会也会在宋庆龄陵园举行。此外，上海本地的大学也会在清明节前后组织学生前往宋庆龄墓进行扫墓等纪念活动，长宁区建青实验等学校也会组织学生展开“暑期实践活动”，活动期间会组织学生瞻仰宋庆龄墓。2002年12月，宋庆龄陵园管理处对包括宋庆龄墓在内的主要建筑展开大修，并于2003年清明节前完成相关工作。